# Lenguas daco-tracias
El daco-tracio era un subgrupo de lenguas extintas paleobalcánicas de la familia indoeuropea. Las lenguas daco-tracias eran lenguas indoeuropeas de tipo satem.
El daco-tracio generalmente se considera una rama indoeuropea independiente por la falta de testimonios suficientes, el material disponible relacionan este grupo con las lenguas albánicas, teoría que ha contado con poco apoyo, por otro lado evidencias léxicas y fonológicas relacionan estas lenguas con las lenguas baltoeslavas concretamente con las lenguas bálticas lo cual ha tenido el apoyo de muchos lingüistas llegando al punto de clasificar el daco-tracio como un subgrupo de lenguas bálticas, sin embargo otros consideran que la evidencia no es suficiente para esta clasificación.

## Clasificación interna
- - Idioma geto-dacio
    - Idioma dacio
    - Idioma geto
    - Idioma mesio

  - Idioma tracio
    - Tracio de Europa: besse, odrysse, édone, satre, bisalte, odomante
    - Tracio de Asia: thynien, bithynien

Algunos autores como Georgiev y Russu unirían el albanés al grupo de lenguas daco-tracias.

## Hipótesis de agrupación
Una agrupación daco-tracia (o traco-dacia) con el idioma dacio como el mismo idioma o diferente del idioma tracio fue ampliamente sostenida hasta la década de 1950, pero es insostenible (según J. P. Mallory) a la luz de la evidencia toponímica: solo un porcentaje de los nombres de lugares al norte del río Danubio revelan raíces "pan-tracias". La hipótesis de una rama Traco-dacia o Daco-Tracia de IE, que indica un estrecho vínculo entre las lenguas tracia y dacia, tiene numerosos seguidores, incluidos Russu (1967), Georg Solta (1980), Vraciu (1980), Crossland, Trask (2000), McHenry (1993), Mihailov (2008). Crossland (1982) considera que la divergencia de una supuesta lengua tracodacia original en grupos de dialectos del norte y del sur no es tan significativa como para clasificarlos como lenguas separadas.[cita requerida] Según Georg Solta (1982), no hay una diferencia significativa entre dacio y tracio. Rădulescu (1984) acepta que el daco-mesio posee un cierto grado de individualidad dialectal, pero argumenta que no existe una separación fundamental entre daco-mesio y tracio. Polomé (1982) considera que la evidencia presentada por Georgiev y Duridanov, aunque sustancial, no es suficiente para determinar si el daco-mesio y el tracio eran dos dialectos de la misma lengua o dos lenguas distintas.
En la década de 1950, el lingüista búlgaro Vladimir I. Georgiev publicó su trabajo en el que argumentaba que el dacio y el idioma albanés deberían asignarse a una rama lingüística denominada daco-mesio, Mesia (el término Mysian deriva de la tribu daco-tracia conocida como Moesi) de como lengua de transición entre el dacio y el tracio. Georgiev argumentó que el dacio y el tracio son idiomas diferentes, con diferentes sistemas fonéticos, y su idea está respaldada por los nombres de lugares, que terminan en -dava en dacio y misio, a diferencia de -para, en los nombres de lugares tracios. Georgiev argumenta que la distancia entre dacia y tracia era aproximadamente el mismo que entre los idiomas armenio y persa. La afirmación de Georgiev de que el albanés es un descendiente directo reciente de Daco-Mesio, no solo una parte de la rama, se basa en gran medida en especulaciones, ya que los sufijos de los topónimos dacios como Dava, por ejemplo, son que carece de la toponimia albanesa moderna (con una excepción Thermidava)[cita requerida].